# Угринович Олег Анатолійович
Оле́г Анато́лійович Угрино́вич (25 квітня 1977 — 12 червня 2015) — український військовослужбовець, молодший лейтенант Збройних сил України. Загинув під час російсько-української війни.

## Короткий життєпис
Закінчив дунаєвецьку ЗОШ № 4, мешкав у місті Дунаївці.
30 січня 2015 року призваний за мобілізацією, молодший лейтенант, розвідник взводу розвідки 2-го механізованого батальйону 93-ї окремої механізованої бригади.
Загинув 12 червня 2015 року в районі Донецького аеропорту під час виконання бойового завдання. Військовики їхали з села Водяне до селища Опитне (Ясинуватський район), близько 19:00 їхній БТР підірвався на протитанковій міні, машина згоріла. Тоді ж загинули старший лейтенант Олександр Цисар та солдат Степан Загребельний, ще 5 бійців потрапили до шпиталю.
16 червня 2015-го похований в селі Зеленче.
Без сина лишилась мама.

## Нагороди та вшанування пам'яті
- 22 вересня 2015 року, — за мужність, самовідданість і високий професіоналізм, виявлені у захисті державного суверенітету та територіальної цілісності України, вірність військовій присязі, — нагороджений орденом «За мужність» III ступеня (посмертно)[1].
- 13 жовтня 2015-го у Дунаєвецькій ЗОШ № 4 відкрито меморіальну дошку пам'яті Олега Угриновича
- Почесний громадянин Дунаєвецького району (посмертно).